# Francisco Peña (béisbol)
Francisco Antonio Peña (Santiago, Santiago de los Caballeros; 12 de octubre de 1989) es un receptor dominicano de béisbol profesional que juega en las ligas menores (MiLB) en la sucursal AAA de los Oakland Athletics. En la liga dominicana pertenece a las Águilas Cibaeñas.

## Carrera profesional

### New York Mets
Peña firmó con los Mets de Nueva York como agente libre internacional en 2007, recibiendo un bono por firmar de $ 750,000. Hizo su debut profesional con los Savannah Sand Gnats de la Clase A South Atlantic League (SAL), donde en 103 juegos, bateó (.210) con cinco jonrones y 30 carreras impulsadas (carreras impulsadas). Peña también pasó la temporada 2008 con los Sand Gnats, donde en 105 juegos bateó (.264) con seis jonrones, 41 carreras impulsadas y 22 dobles. Fue nombrado para el Juego de Estrellas SAL como receptor suplente de Jesús Montero. Peña jugó 2009 con los St. Lucie Metsde la Clase A-Advanced Florida State League (FSL), donde en 100 juegos, bateó (.224) con ocho jonrones y 44 carreras impulsadas. Fue nombrado para el Juego de Estrellas de la FSL como receptor suplente de Austin Romine. Se perdió la mayor parte de 2010 con un pie roto. Hizo su debut el 14 de agosto en una asignación de rehabilitación de 10 juegos en la Liga de la Costa del Golfo, y el 26 de agosto regresó a St Lucie, apareciendo en 10 juegos más. Peña jugó el 2011 con St Lucie, donde en 95 juegos bateó (.223) con cinco jonrones y 37 carreras impulsadas.
Peña comenzó su cuarta temporada con St Lucie en 2012. En 41 juegos con St Lucie, bateó para (.254) con cuatro jonrones y 22 carreras impulsadas. El 21 de junio, fue ascendido a los Binghamton Mets de la Clase AA Eastern League, donde en 40 juegos bateó (.198) con tres jonrones y 17 carreras impulsadas. También expulsó a un 45%, el más alto de su carrera, de los posibles ladrones de bases. Peña comenzó 2013 con Binghamton, donde bateó (.246) en 21 juegos antes de ganar un ascenso a Las Vegas 51s de la Class AAA Pacific Coast League el 18 de mayo. En 68 juegos con 51s, bateó (.257) con nueve jonrones y 39 impulsadas. Después de la temporada, se convirtió en agente libre de ligas menores.

### Kansas City Royals

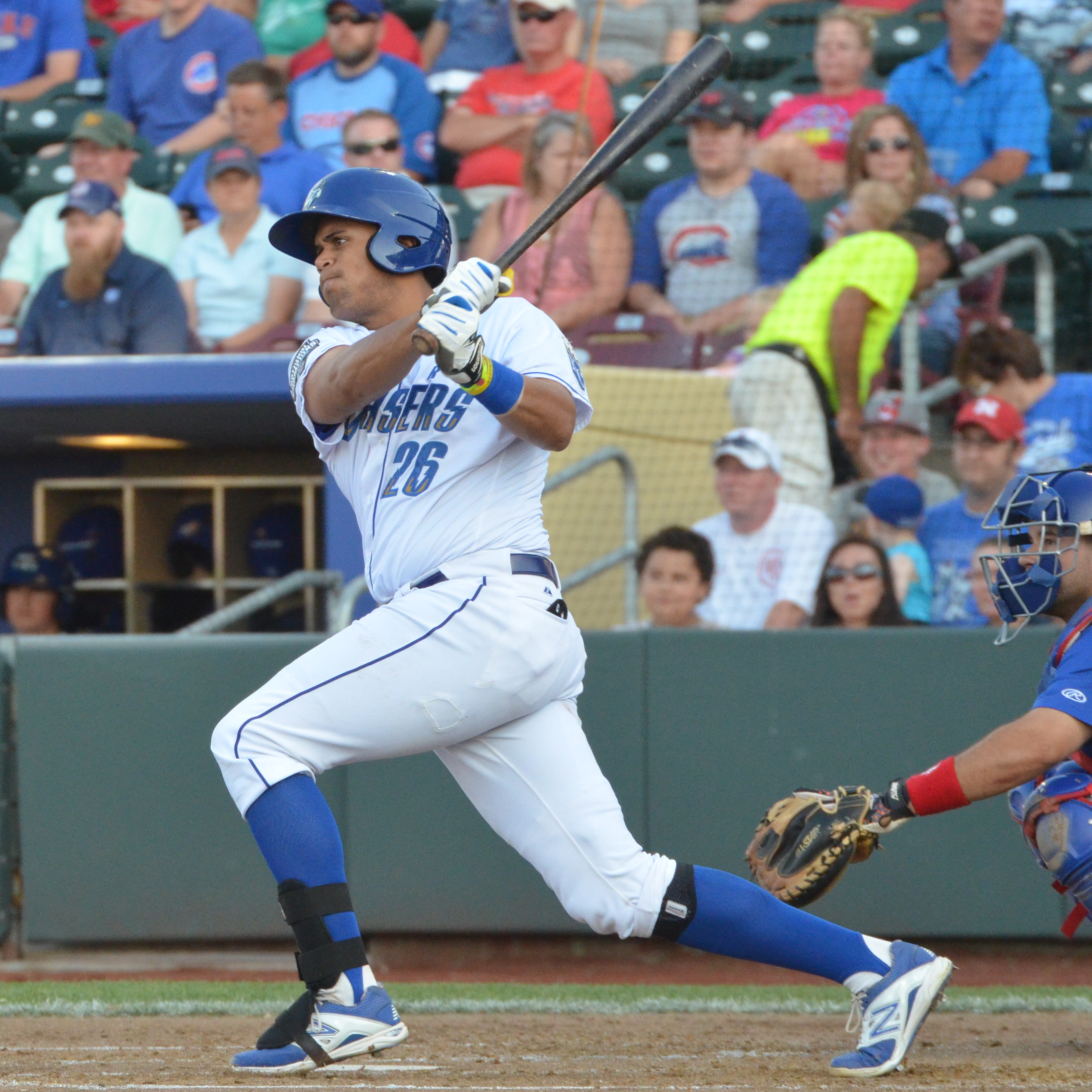
Peña bateando para los Omaha Storm Chasers en 2014

El 17 de noviembre de 2013, Peña firmó con los Kansas City Royals , quienes lo agregaron a su lista de 40 hombres . Compitió por un papel como receptor suplente de Salvador Pérez. Hizo su debut en las Grandes Ligas en mayo de 2014, apareciendo en un juego. Se reincorporó a los Royals en septiembre, pero no apareció en ningún juego. Después de comenzar la temporada 2015 en las ligas menores, los Reales promovieron a Peña a las ligas mayores el 6 de mayo, cuando Erik Kratz fue colocado en la lista de lesionados. En 8 juegos de Grandes Ligas, tiene un promedio de bateo de (.143). Los Reales terminaron el año con un récord de 95-67 y finalmente ganaron la Serie Mundial de 2015, su primer campeonato en 30 años. Peña no jugó en ningún partido de postemporada pero estuvo en el desfile de la victoria.
Fue designado para asignación el 2 de diciembre de 2015.

### Baltimore Orioles

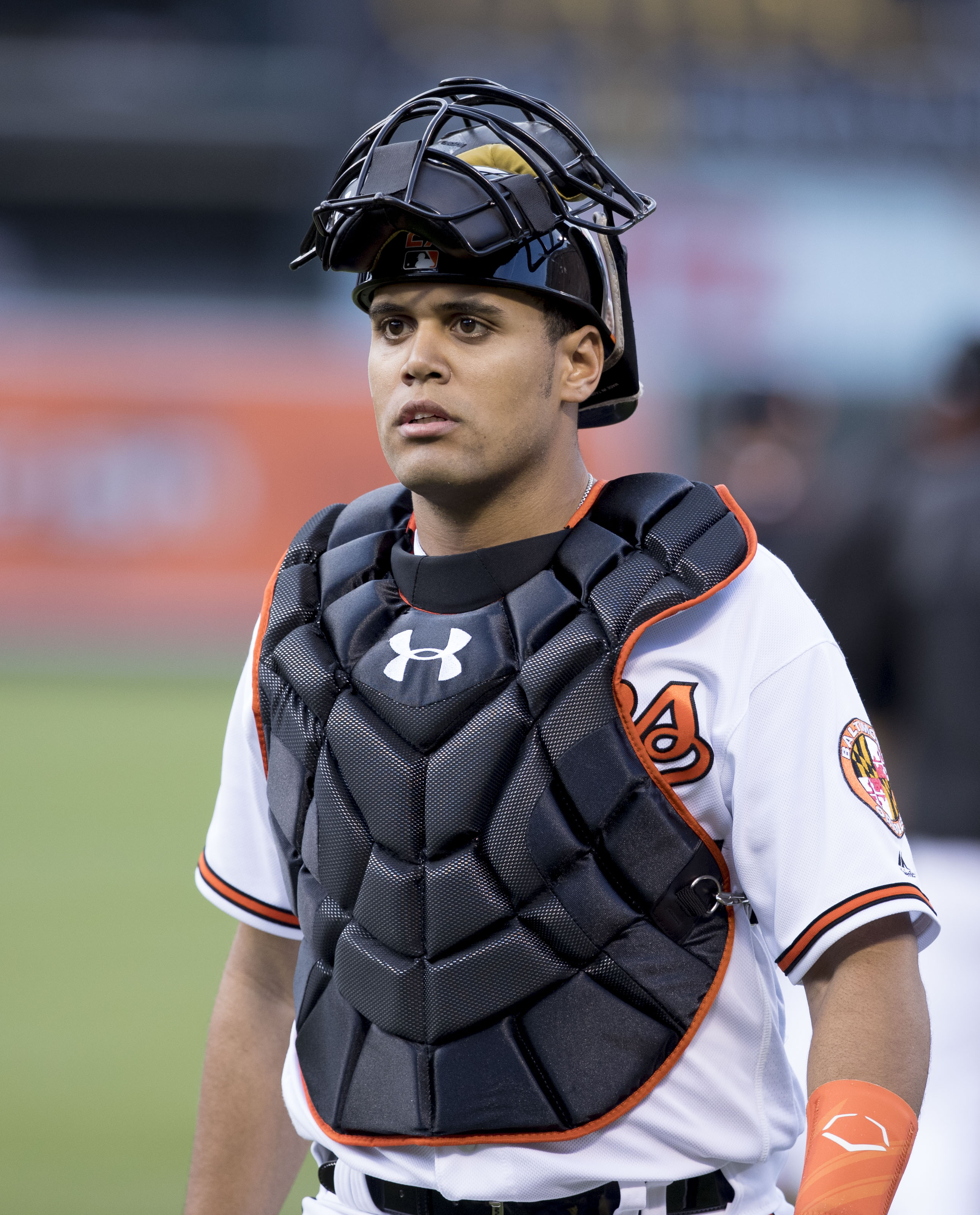
Pena con los Orioles en 2016.

El mismo día que fue designado para asignación por los Reales, Peña fue cambiado a los Baltimore Orioles de por consideraciones de efectivo. Jugó en 24 partidos para Norfolk Tides of the Class AAA International League, antes de ser ascendido a las ligas mayores el 31 de mayo de 2016, mientras que el receptor suplente de los Orioles Caleb Joseph entró en la lista de lesionados. El 2 de junio de 2016, Peña comenzó y debutó con los Orioles. Se fue de 2 de 4 con 2 carreras impulsadas y conectó su primer jonrón de Grandes Ligas para ayudar a los Orioles a derrotar a los Medias Rojas 12–7. Peña terminó su temporada 2016 con un promedio de bateo de (.200). El 10 de febrero de 2017, Peña fue designada para asignación.
El 2 de mayo de 2017, fue llamado de AAA Norfolk para reemplazar al lesionado Welington Castillo. Peña fue designado para asignación por tercera vez en 2017 el 10 de junio. Peña was designated for assignment for the third time in 2017 on June 10. Eligió agencia libre el 3 de octubre de 2017.

### St. Louis Cardinals
El 13 de diciembre de 2017, Pena firmó un contrato de ligas menores con los St. Louis Cardinals. Entró en el roster activo como receptor de reserva, procedente de un NRI en los entrenamientos primaverales, el 23 de marzo de 2018, y formará un banco de cuatro hombres. Eligió la agencia libre el 3 de noviembre de 2018. El 1 de diciembre de 2018, se informó incorrectamente que los Cardenales renunciaron a Peña a un contrato de ligas menores con una invitación a los entrenamientos de primavera. Esto se debió a un error en la fecha de una historia que informaba sobre el contrato del año anterior..

### San Francisco Giants
El 2 de mayo de 2019, Pena fue intercambiada a los San Francisco Guante a cambio de consideraciones en efectivo. Más tarde fue activado para la afiliada AAA de la organización, los Sacramento River Cats, quienes ganaron la Liga de la Costa del Pacífico y luego ganaron el Campeonato Nacional AAA de 2019, siendo la primera vez en la historia de las ligas menores que un equipo ganó 3 títulos. Tanto los fanáticos como los medios de comunicación consideraron a Peña como un factor clave en la carrera del campeonato del equipo, habiendo liderado una gran parte de las estadísticas ofensivas del equipo durante la mayor parte de la temporada. A pesar de ganar su primer título AAA, entró en la agencia libre después de la temporada 2019.

### Cincinnati Reds
El 4 de enero de 2020, Peña firmó un contrato de ligas menores con los Cincinnati Reds. Se convirtió en agente libre el 2 de noviembre de 2020.

### Oakland Athletics
El 2 de diciembre de 2020, Peña firmó un contrato de ligas menores con la organización Oakland Athletics.
Después de la temporada 2020, jugó para Águilas Cibaeñas de la Liga de Béisbol Profesional de la República Dominicana (LIDOM). También jugó para República Dominicana en la Serie del Caribe 2021.

## Liga Dominicana
Peña pertenece al equipo de las Águilas Cibaeñas, con los cuales ha conseguido dos títulos nacionales en las temporadas 2017-18 y 2020-21.

## Carrera internacional
Peña jugó en la Serie del Caribe 2013 y para la selección nacional que ganó el Clásico Mundial de Béisbol 2013.

## Vida personal
Peña es hijo de Tony Peña y hermano de Tony Peña, Jr..
Peña también jugó en la Serie Mundial de Pequeñas Ligas de 2001 en el equipo del Bronx, Nueva York, donde fue compañero del infame Danny Almonte.